# Lamela (micologia)

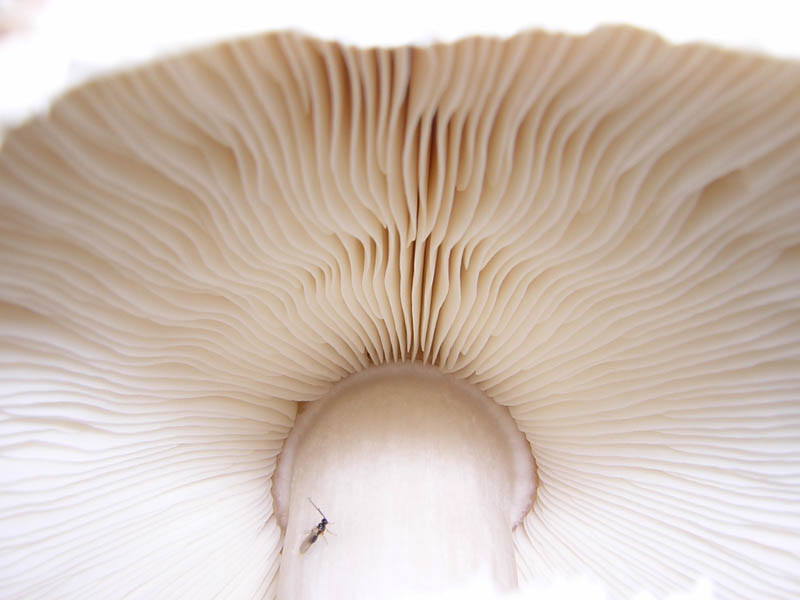
Lamelas de um cogumelo do género Lepiota.

Em micologia, a lamela ou lâmina, é cada uma das estruturas "foliares" do himenóforo situadas na parte inferior do píleo de um cogumelo, na maioria das vezes um agárico (mas não sempre).
Está hoje claro que este é um caso de evolução convergente (isto é, estas estruturas foliares evoluíram separadamente) e não uma característica anatómica que evoluiu apenas uma vez. A razão aparente para que vários basidiomicetes tenham desenvolvido lamelas será o facto de ser a forma mais efectiva de aumentar o quociente entre superfície e massa, o que aumenta o potencial de produção de esporos e da sua dispersão.
Outros grupos de fungos que apresentam lamelas são:
- Os géneros Russula e Lactarius de Russulales.
- Vários géneros de Boletales, incluindo Gomphidius e Chroogomphus bem como Tapinella atrotomentosa (também chamado Paxillus atrotomentosus) e outras espécies daquele género e o falso cantarelo (Hygrophoropsis aurantiaca).
- Fungos semelhantes a poliporos como Daedalea quercina, Daedaleopsis confragosa, Lenzites betulina e Gloeophyllum sepiarium.

## Classificação
Morfologicamente as lamelas são classificadas segundo a sua ligação ao pé:

Adnatas
Adnexas
Decorrentes
Emarginadas
Livres
Afastadas
Sinuosas
Subdecorrentes

- Este artigo foi inicialmente traduzido, total ou parcialmente, do artigo da Wikipédia em inglês cujo título é «Lamella (micology)», especificamente desta versão.